# Olijfbuikhoningzuiger
De olijfbuikhoningzuiger (Cinnyris chloropygius; synoniem: Nectarinia chloropygia) is een zangvogel uit de familie Nectariniidae (honingzuigers).

## Verspreiding en leefgebied
Deze soort telt 3 ondersoorten:
- C. c. kempi: van Senegal tot zuidwestelijk Nigeria.
- C. c. chloropygius: van zuidoostelijk Nigeria tot de Centraal-Afrikaanse Republiek, westelijk Congo-Kinshasa, noordwestelijk Angola en het eiland Bioko.
- C. c. orphogaster: van centraal en oostelijk Congo-Kinshasa, zuidelijk Soedan en Oeganda tot westelijk Kenia, westelijk Tanzania en noordoostelijk Angola.